# تیوسولفوریک اسید
تیوسولفوریک اسید (به انگلیسی: Thiosulfuric acid) با فرمول شیمیایی H۲S۲O۳ یک ترکیب شیمیایی با شناسه پاب‌کم ۲۴۴۷۸ است. که جرم مولی آن ۱۱۴٫۱۴ g/mol می‌باشد. 